# David Teniers der Ältere

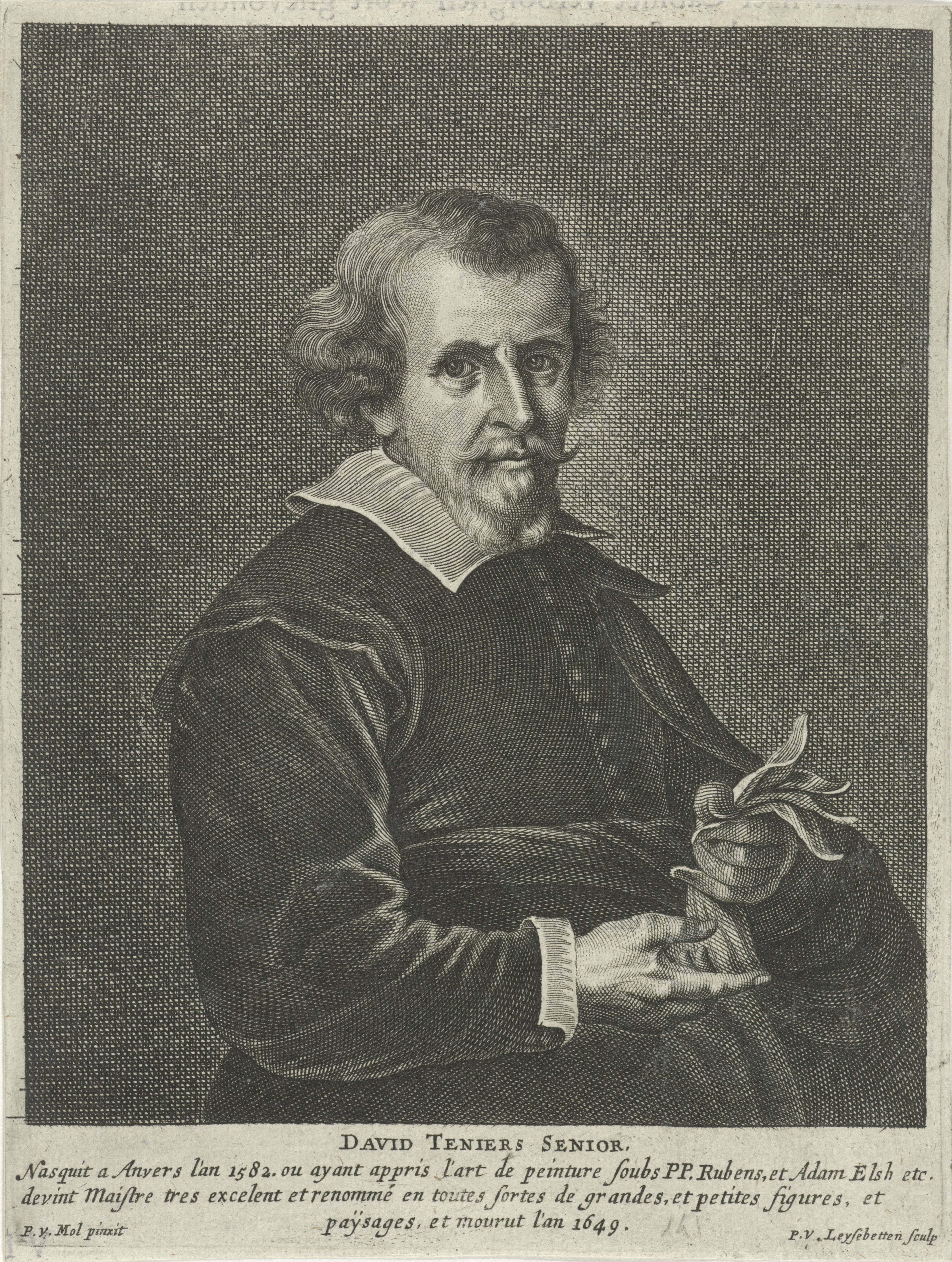
David Teniers der Ältere

David Teniers der Ältere (* 1582 in Antwerpen; † 29. Juli 1649 ebenda) war ein flämischer Maler.

## Leben
Teniers war Schüler seines älteren Bruders, Juliaen.  Er arbeitete zwischen 1600 und 1605 in Rom und war sicherlich in Kontakt mit Adam Elsheimer und möglicherweise sein Schüler.  Die Behauptung, dass David Teniers ein Schüler von Peter Paul Rubens war, muss zurückgewiesen werden. Allerdings könnten sie sich möglicherweise schon in Rom gekannt haben. Teniers kehrte um 1605 zurück nach Antwerpen und wurde 1606 als Freimeister in die Lukasgilde von Antwerpen aufgenommen.  Er nahm viele Schüler in seine Werkstatt auf (inklusiv seiner eigenen vier Söhne), spekulierte in Immobilien (Insolvenz in den späten 1620er Jahren) und war als Kunsthändler tätig (Besuch in Paris in 1635 in dieser Tätigkeit).
Seine Söhne, u. a. David Teniers der Jüngere und Abraham Teniers, wurden auch Maler. Teniers starb am 29. Juli 1649 in Antwerpen.

## Werke

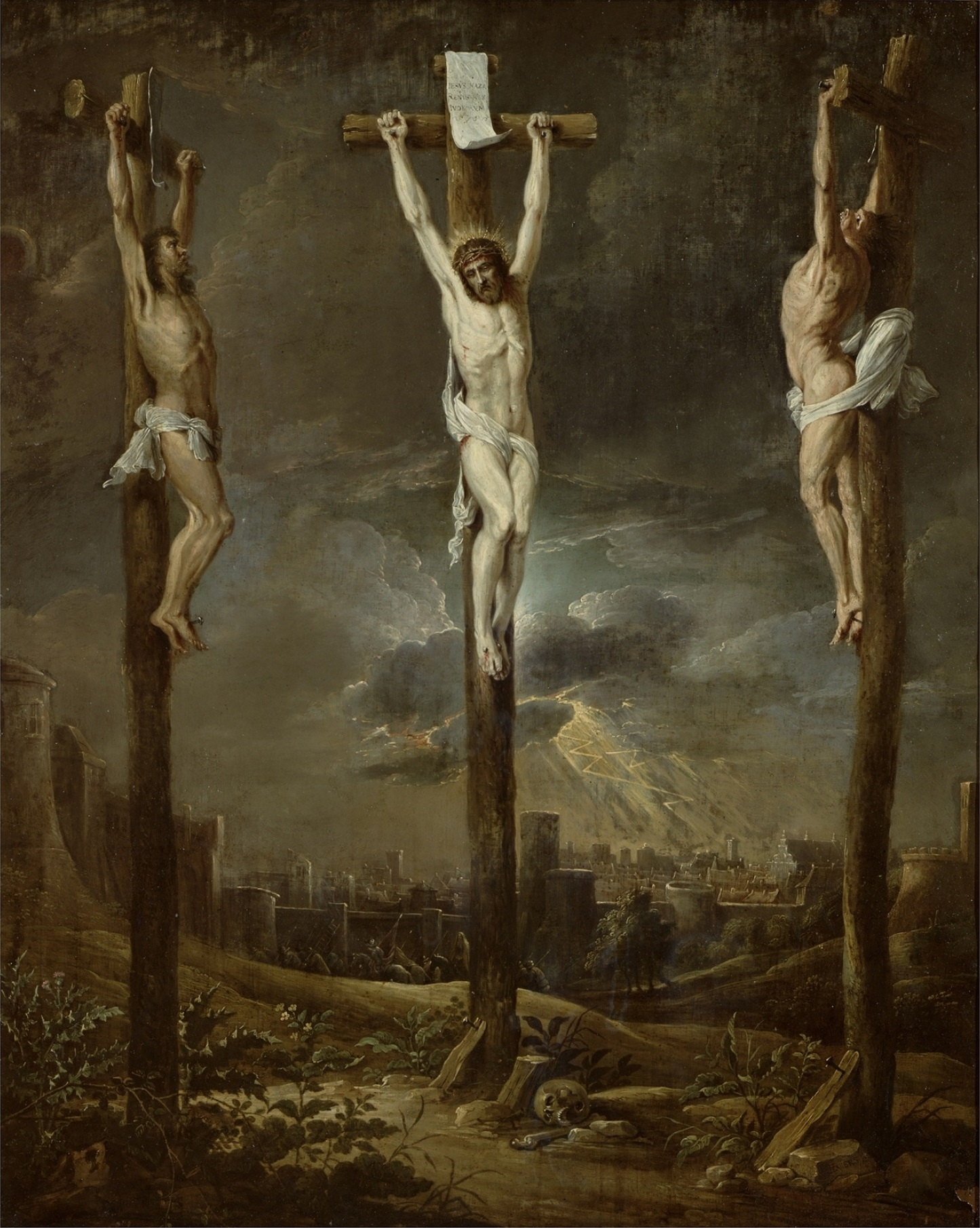
Der Kalvarienberg

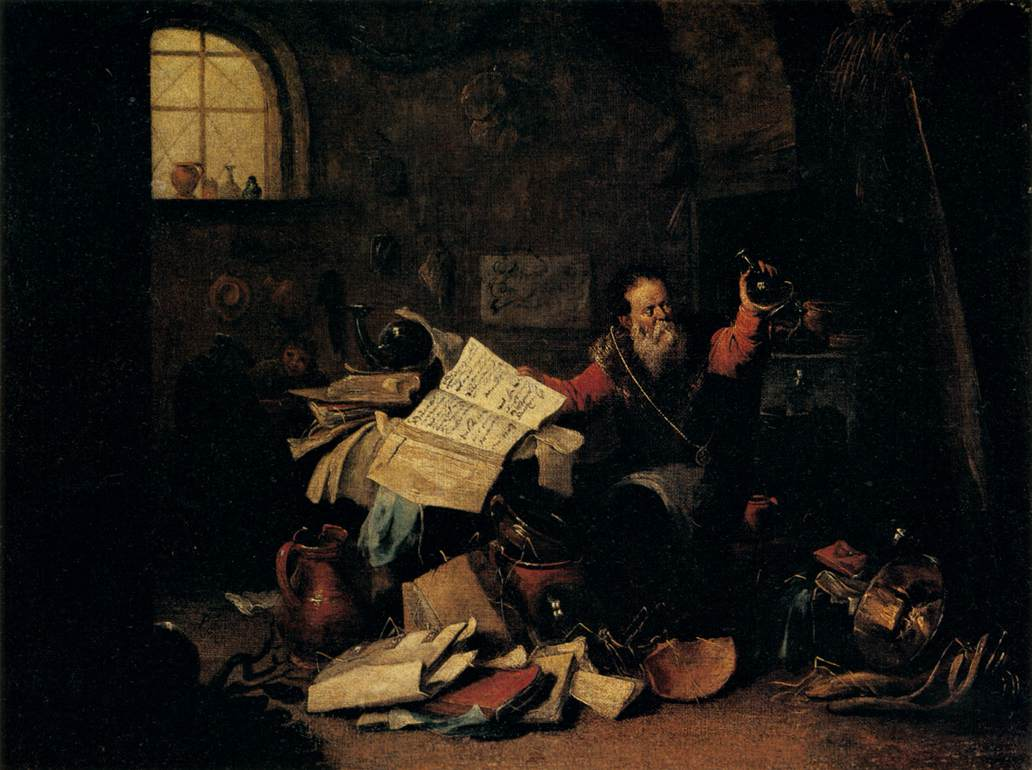
Der Alchemist

Nachdem er anfangs große Kirchenbilder von trockner Färbung gemalt hatte, wandte er sich später der Landschaft, dem phantastischen und bäuerlichen Genre zu, demselben Gebiet, welches sein berühmterer Sohn behandelte. Die Bilder des Vaters unterscheiden sich von denen des Sohns durch eine härtere und trocknere Behandlung und spitzigere Pinselführung bei minder geistvoller Charakteristik.
Eine beträchtliche Anzahl seiner monumentalen Historienbilder waren für die Kirchen in Ost-Flandern bestimmt. Diejenigen, die überleben, zeigen deutliche Verbindungen mit Rubens’ klassizistischen Tendenzen aus der gleichen Zeit.  Diese Werke verraten auch den Einfluss von Caravaggio, erworben während seines Aufenthalts in Italien, vor allem in der Betonung auf dem Kontrast zwischen hell erleuchteten, und folglich kräftig modellierten Abschnitten und harten, undurchdringlichen Schatten.
- Auszug der Hexen (im Museum von Douai),
- Zechende Bauern vor der Dorfschenke (in der Galerie in Darmstadt),
- Die Versuchung des heiligen Antonius (in Galerien in Berlin und Schwerin),
- Berglandschaft mit Schloss (im Museum zu Braunschweig),
- acht Landschaften mit biblischer und mythologischer Staffage (in der kaiserlichen Galerie in Wien)